# Noviglio
Noviglio település Olaszországban, Lombardia régióban, Milánó megyében. Lakosainak száma 4530 fő (2023. január 1.). Noviglio Gaggiano, Rosate, Zibido San Giacomo, Binasco és Vernate községekkel határos.

## Népesség
A település lakossága az elmúlt években az alábbi módon változott:
| Lakosok száma | 4600 | 4584 | 4558 | 4530 |
|               | 2013 | 2017 | 2018 | 2023 |